# Архітектурний дизайн освітлення

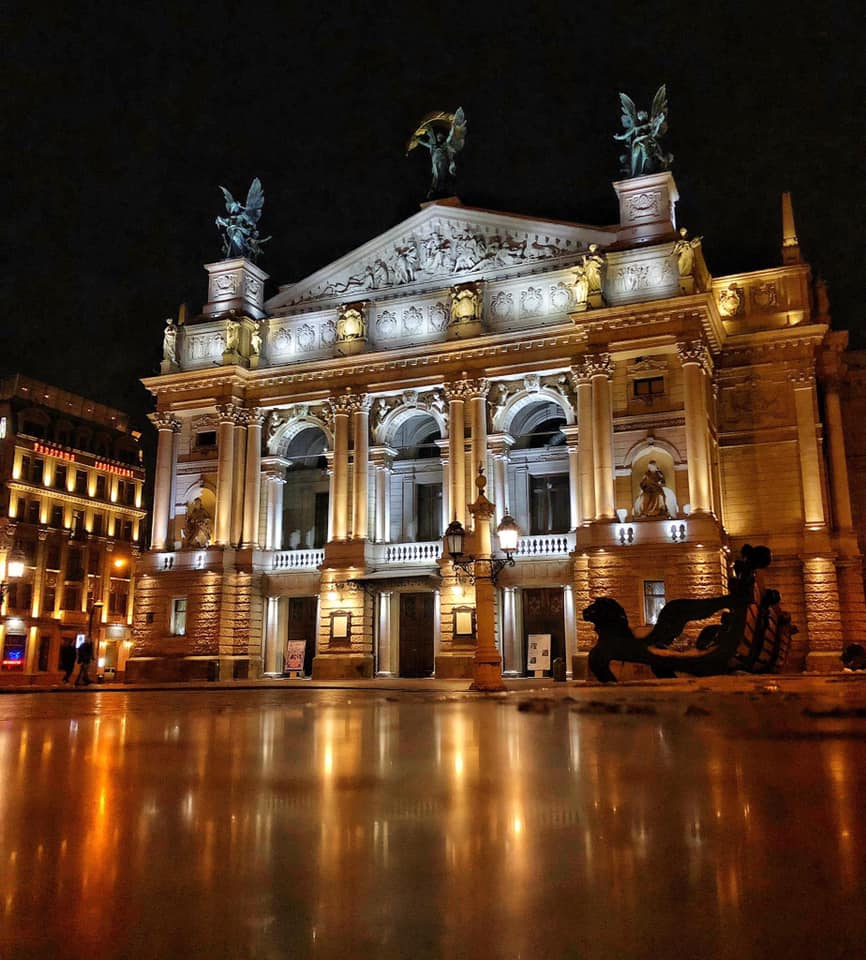
Архітектурне освітлення, Львівський оперний театр

Архітектурне проєктування освітлення, є полем діяльності в області архітектури, дизайну інтер'єру та електротехніки, що пов'язано з розробкою систем освітлення, у тому числі і природного освітлення, електричного світла, чи обидвох, аби вони служили потребам людини. Світло і архітектура — не дві окремі концепції, адже архітектурні елементи, такі як поверхні, обсяги, кольори і текстури втрачають сенс без світла.
Процес проєктування враховує вид людської діяльності, для якого повинно бути забезпечене прийнятне освітлення:
- потрібна кількість світла,

- колір світла, оскільки це може вплинути на вигляд окремих об'єктів та сприйняття довкілля у цілому,

- розподіл світла у просторі, або в приміщенні чи просто неба,

- вплив самої освітлювальної системи на користувача,
- світлове забруднення.[1]

Важливо розуміти, що, зрештою, показником успіху в освітленні, є сприйняття людини, тобто, чи є те, що повинно бути, ясно видно, легко та без дискомфорту. Дизайнерами освітлення є часто фахівці, які повинні розуміти: фізику світла, його випромінення й розподіл, фізіологію та психологію сприйняття світла людиною, анатомію людського ока, й реакцію паличок і колбочок на світло.

## Історія

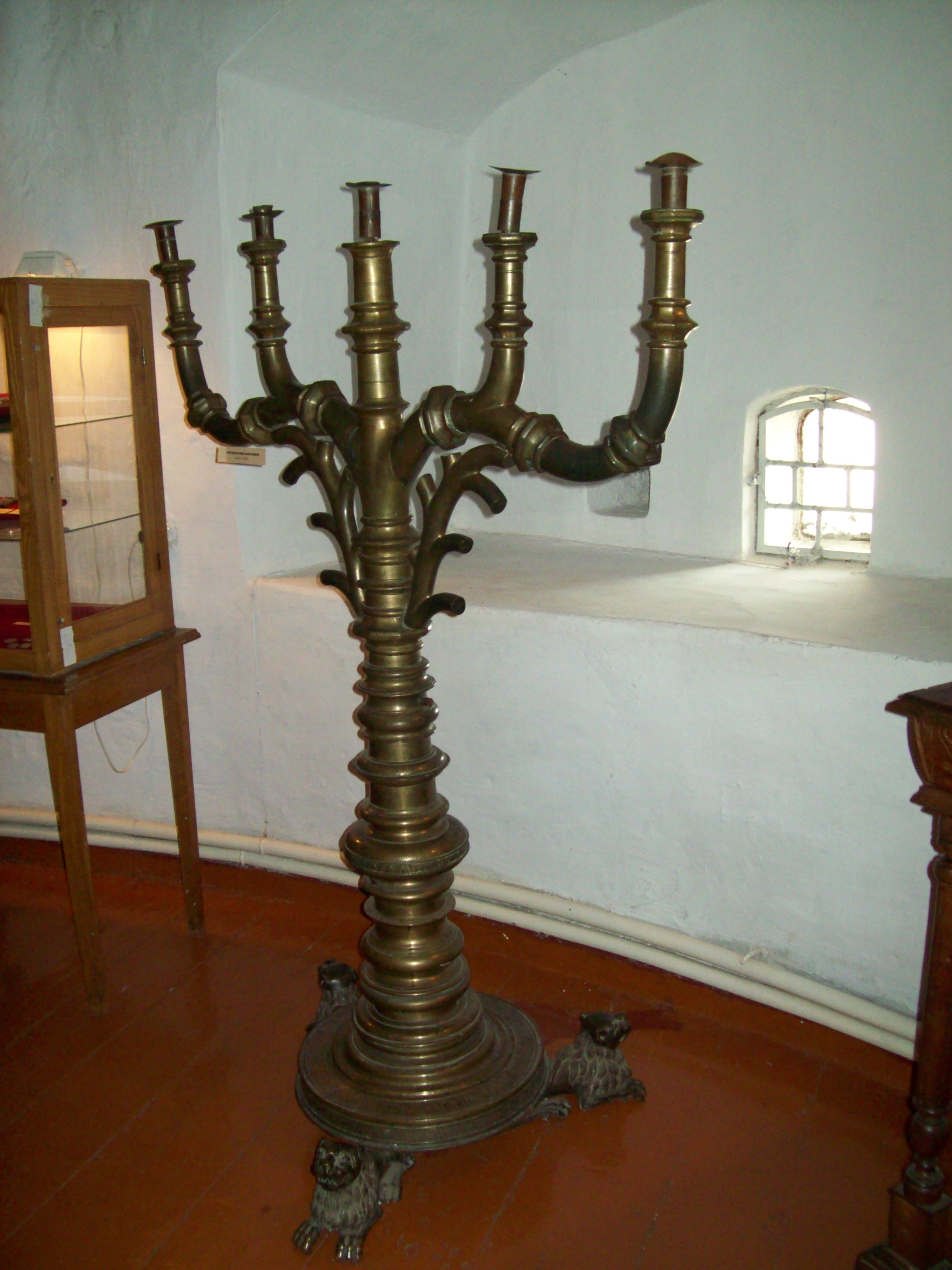
Канделябр князя Острозького

З відкриттям вогню, найдавнішою формою штучного освітлення були багаття або смолоскипи. Уже 400 000-го року до нашої ери, вогонь спалахнув у печерах пекінської людини. Доісторичні люди використовували найпростіші лампи для освітлення передмість. Ці світильники було зроблено з природних матеріалів, таких як камені, черепашки, ріжки, які було заповнено мастилом, і котрі мали волокнистий ґніт. У лампах, зазвичай, використовувався тваринний або рослинний жир, як паливо. Сотні цих світильників (порожнистих каменів) було знайдено у печерах Ласко сучасної Франції, і вони визначаються близько 15000 роками до нашої ери. Навіть світляки використовувалися як джерела світла. Пізніше, було винайдено свічки та вироби зі скла й кераміки використовувані як лампи. Люстри були ранньою формою «світильника».
Основне здешевлення вартості освітлення, сталося з відкриттям китового масла та гасу. Переваги електричного світла як освітлення, було розкрито у 1920-і роки, що стало корисним знаряддям дизайну вже до середини ХХ сторіччя. Вміле освітлення, дозволило додати театральності, описовості, та нового погляду на структуру й простір.
Газове освітлення було достатньо економічним, щоби використовувати вуличні ліхтарі у великих містах, починаючи з 1800-х років, а також його було застосовано у деяких комерційних спорудах і у будинках багатих людей. Наступне велике падіння цін на освітлення, відбулося із застосуванням ламп розжарення, які живилися від електрики.
Згодом, електричне освітлення, стало повсюдним у розвинених країнах. Поліпшене нічне освітлення дозволяло людям зробити більше справ у темний час, а збільшення кількості вуличних ліхтарів, сприяло покращенню криміногенного становища у містах.

## Свічки
З більшості записаних історій про свічки, до середини 1800-х років, були відомі сальні та свічки з бджолиного воску, відтак, вони виготовлялися в основному зі спермацету (це призвело до збільшення попиту на китовий жир), та з очищених тваринних жирів (стеарин, щурячий жир, і навіть, голубиний жир). Спермацетові свічки горіли набагато яскравіше за воскові— вони були настільки яскравими, що світло спермацетової свічки використовувалося у ті часи як стандарт (взірець) у фотометрії. Китобійну промисловість було засновано на добуванні китового жиру для виготовлення свічок.
Винахідником свічки, насамперед вважається Чандлер. Пізніше, було розроблено різні пристрої для тримання свічок, від простих стільниць до люстри.

## Лампа Арганда
Лампа Арганда є олійною лампою домашнього освітлення, котра виробляє світловий потік силою від 6 до 10 кандел, та яку було винайдено і запатентовано 1780 року Еме Аргандом. Крім поліпшення яскравості, та повнішого згоряння ґноту і олії, у цій лампі потрібно було набагато рідше зрізати ґніт.
Паризькому фармацевту Антуану іноді приписують розповсюдження олійної лампи у Франції, та додавання до неї скляного димоходу (ковпака).
Це була лампа вибору, приблизно до 1850 року, аж коли були введено гасові лампи.

## Гасові лампи

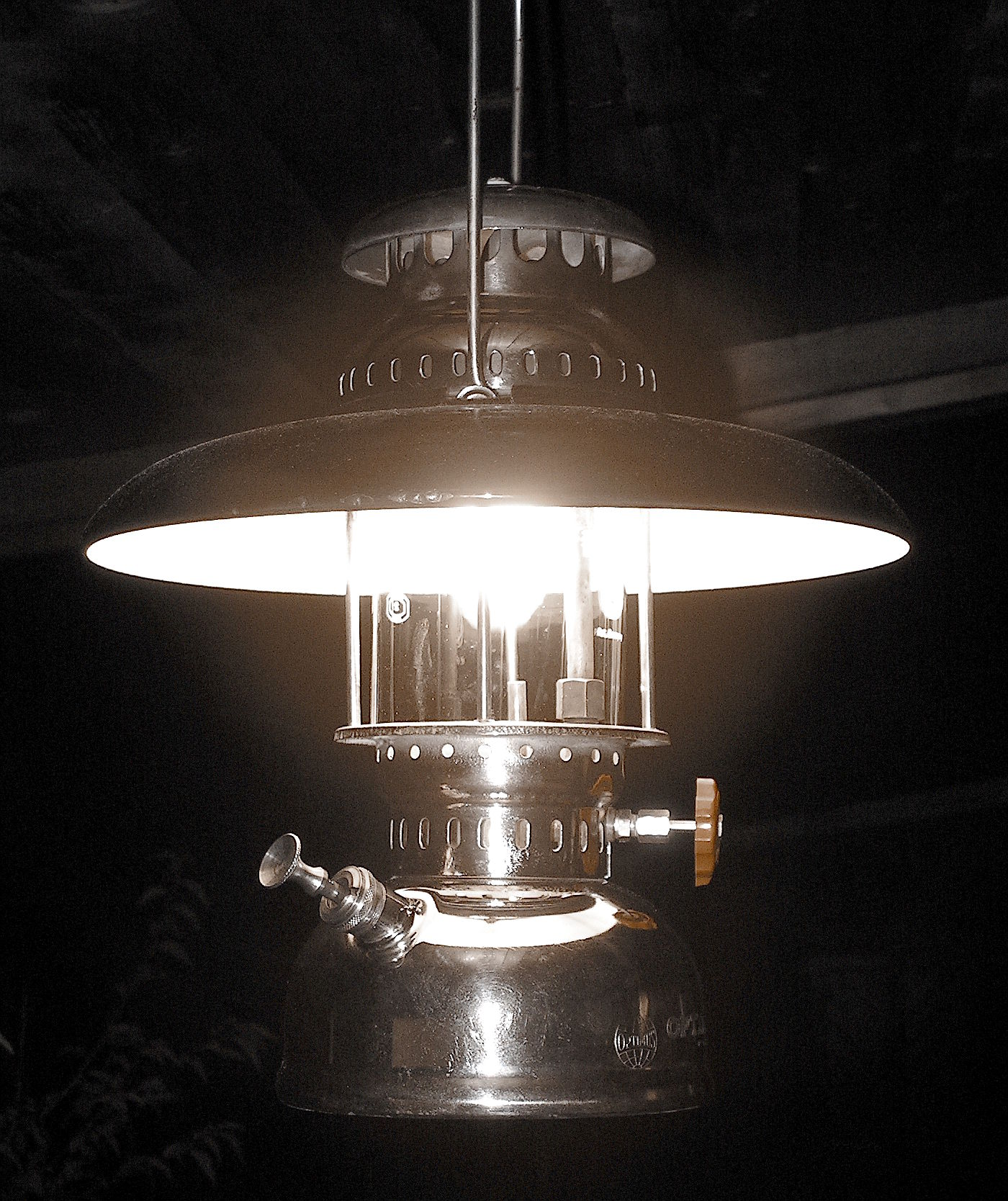
Підвісна гасова лампа

Гасова лампа являє собою вид освітлювального пристрою, який використовує гас як паливо. Гасові лампи мають ґніт або мантію як джерело світла, захищений скляним димарем. Лампи можна використовувати на столі, або як ручний переносний ліхтар.
Гас був дешевше, ніж олія, він справляв біліше полум'я, а через те, що це рідина з низькою в'язкістю, відпала потреба у складному механізмові для просування ґноту вгору.
Перший опис простої лампи з використанням сирого мінерального масла, попередниці гасової лампи, було надано Аль-Разі у 9-му столітті у Багдаді (Книга Таємниць). 1846 року, Авраам Пінео Ґеснер став піонером у використанні гасу дистильованого з вугілля, як замінника китового жиру для освітлення. Пізніше, популярним для освітлення паливом, став гас з нафти. Сучасні версії гасової лампи, згодом було побудовано львівським фармацевтом, хіміком-технологом, винахідником польсько-вірменського походження, Ігнатієм Лукасевичем 1853 року.

## Газове освітлення
Перед тим як електроенергія стала досить поширеною й економічною для забезпечення загального використання, газ був найпоширенішим засобом зовнішнього та внутрішнього освітлення у містах і передмістях. Ранні газові лампи запалювалися вручну, але пізніші конструкції передбачали самозаймання. Цікаво, що останній газовий світильник як робоче освітлення, було демонтовано у Лондоні у 1950-ті роки. Газове освітлення змагалося з розвитком електричного світла протягом багатьох років. Крім того, деякі міські історичні райони, досі зберігають газове освітлення вулиць, також, газове освітлення використовується у приміщеннях або на відкритому повітрі, щоби створити або зберегти ностальгійний ефект.
Серед економічних наслідків використання газового освітлення, було збільшення годин роботи на фабриках. Це було особливо важливо, наприклад, у Великій Британії, протягом зимових місяців, коли ночі є значно довшими. Заводи могли навіть, працювати безперервно протягом 24 годин, що призводило до збільшення виробництва. Після успішної комерціалізації, газове освітлення поширилося на інші країни.

## Електричне освітлення

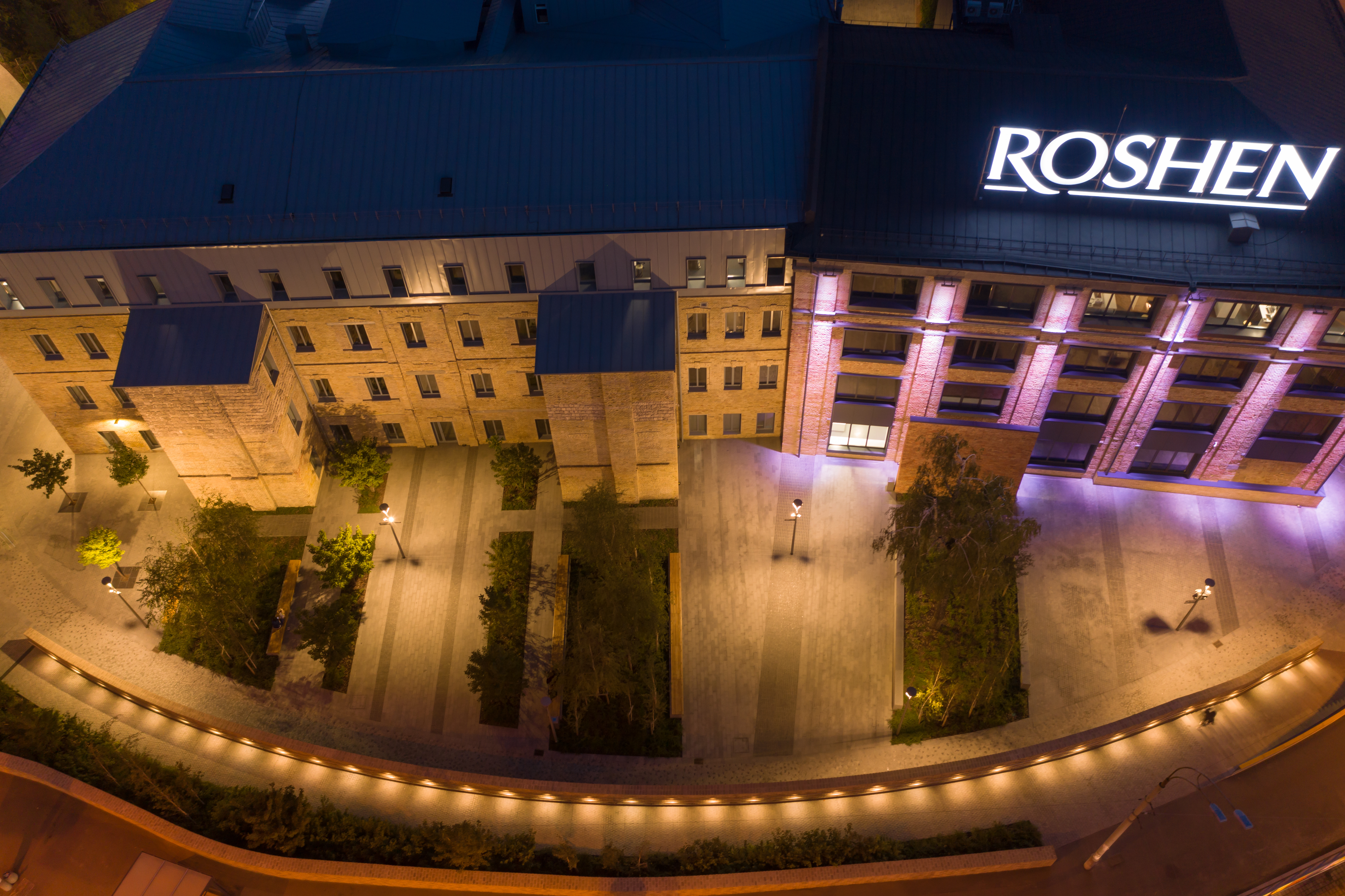
Архітектурне освітлення фабрики ROSHEN. Виконавець проекту - компанія [https://stolb.com.ua/ru/osvitlennya-konditerskoyi-fabriki-roshen-vtilennya-kazok-i-mriy-v-realnist/ STOLB.

Електричне світло сприяло появі та розвитку архітектурного дизайну освітлення. Загальний дизайн освітлення, вимагає врахування кількості всього дієвого світла, відносно споживаної енергії, а також естетичного впливу, який забезпечується системою освітлення. Деякі будівлі, такі як хірургічні центри та спортивні споруди, насамперед пов'язано із забезпеченням потрібної кількості світла для відповідного призначення. Такі будівлі, як складські й офісні, насамперед, пов'язано з заощадженням коштів завдяки підвищенню енергоефективності системи освітлення. Інші будівлі, як казино або театри, перш за все потребують покращення зовнішнього вигляду, ошатності й емоційного впливу архітектури на відвідувачів за допомогою систем освітлення. Ці електричні системи освітлення, повинні також враховувати вплив природного освітлення і якнайбільше, бути поєднаними з денним світлом.
Архітектурний дизайн освітлення засновано на трьох основних чинниках освітлення будівель або приміщень. Першим з них, є естетична привабливість будівлі — вимога, особливо важлива, в освітленні закладів роздрібної торгівлі. По-друге, ергономічний чинник — міра того, скільки завдань виконує освітлення (зручність пересування приміщенням, комерційна привабливість товарів, охорона закладу, тощо). Третім — є питання ефективності використання енергії, щоби передбачити, що світло не буде витрачено даремно через надмірну яскравість, або по причині освітлення вільного простору без потреби, чи через надання більшої освітленості, ніж це потрібно для естетики та корисності. 

## Світлодіодне освітлення

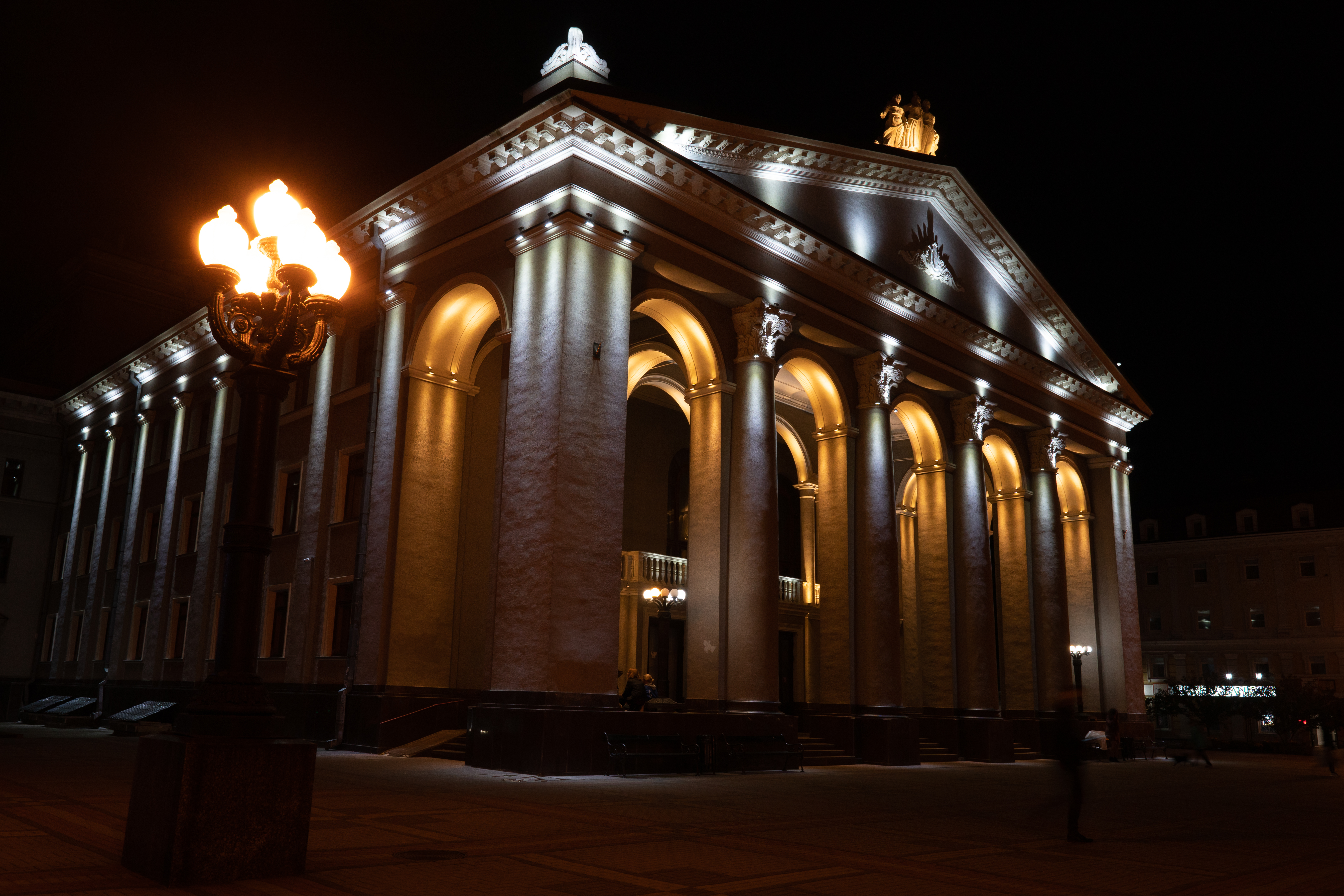
Світлодіодне освітлення рівненського драматичного театру

Світлодіодне або ЛЕД освітлення почало власну історію 1962 року, коли русин Нік Голоняк разом із групою розробив перший світлодіод у General Electric. Перші лампи виробляли світло лише на низьких червоних частотах і були малопотужні. Синій світлодіод високої яскравості було представлено Сюдзі Накамурою з японської корпорації Nichia аж 1994 року, що дозволило створити перший «білий світлодіод», в якому було використано люмінофорне покриття для часткового перетворення випромінюваного синього світла на червоні та зелені частоти, що створювало світловий потік, який здається білим. За винахід синього світлодіода вчені  Акасакі Ісама,  Амано Хіросі та Накамура, були відзначені 2014 року Нобелівською премією з фізики.
Використання світлодіодів має низку переваг:
- висока енергоефективність — світлодіодна лампа зі світловим потоком 800 лм споживатиме 8 Вт, натомість звичайна лампа — 60 Вт;
- світлодіодні лампи не містять ртуті;
- довгий термін служби;
- живлення від низьковольтної лінії — 12...24В;
- придатні для встановлення ззовні завдяки ступеням захисту IP, тобто стійкі до води, морозу та інших зовнішніх чинників;
- можливість виготовлення ліхтаря із різним кутом розсіювання світла та кольором, що дає змогу виконувати цікаві архітектурні рішення.[3]

## Денне світло

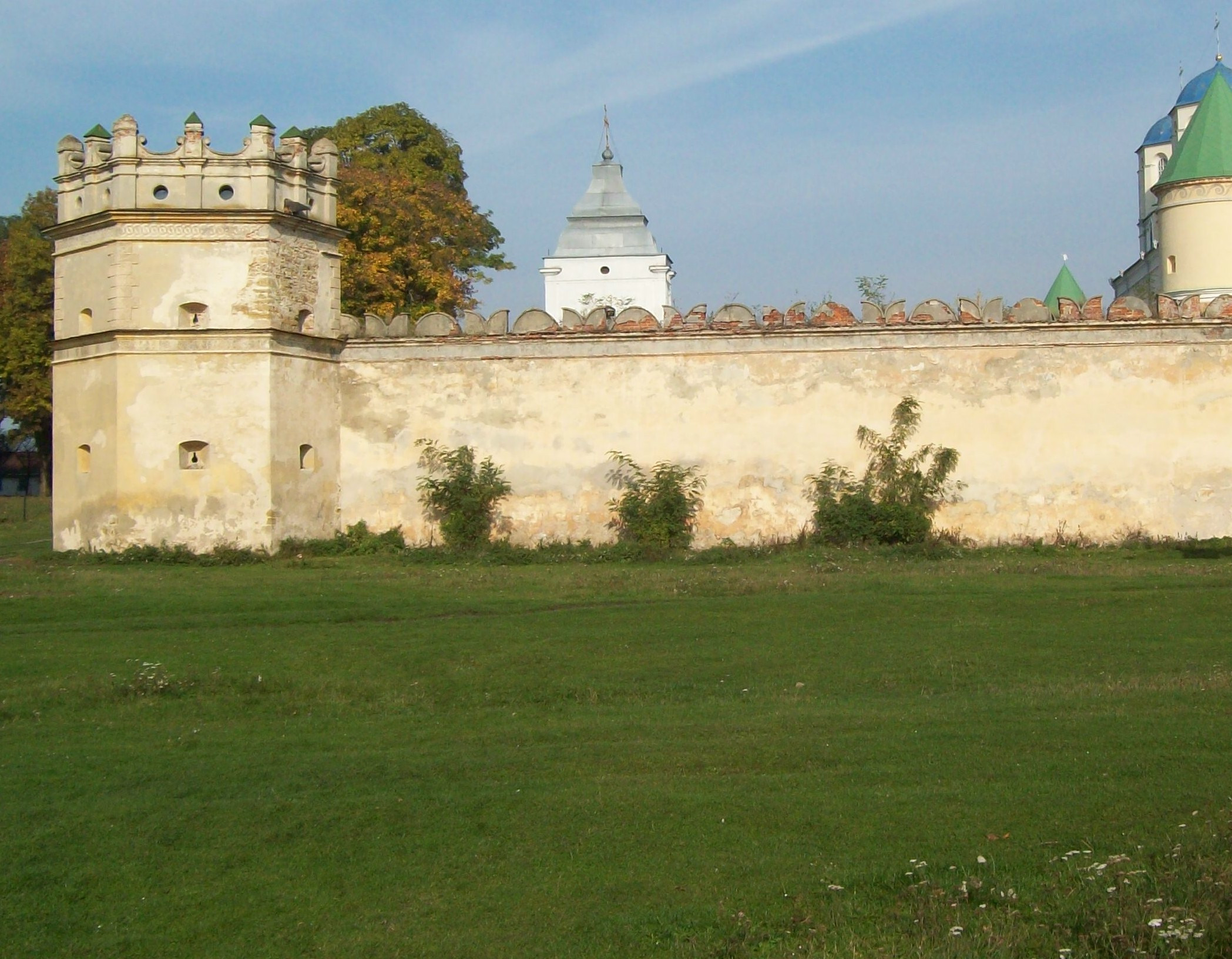
Острог, фортеця у денному світлі

У міру того, як Сонце перетинає небо, воно може здаватися червоним, помаранчевим, жовтим або білим, залежно від його положення. Мінливий колір Сонця протягом дня, в основному, є наслідком розсіювання світла і зовсім, не через зміни у випромінюванні абсолютно чорного тіла. Синій колір неба зумовлено релеївським розсіюванням сонячного світла в атмосфері, яка має властивість більше розсіювати синє світло, ніж червоне.
Денне світло має спектр, подібний спектру чорного тіла з корелятивною колірною температурою 6500К (D65 стандартне позначення).
Для кольорів на основі теорії чорного тіла, синій визначається за більш високих температур, водночас червоний колір відбувається за більш низьких, охолоджених, температур. Це протилежно культурному сприйняттю, відносно кольорів, де «червоний» є «гарячим», а «синій» є «холодним» кольором.

## Фотометричні дослідження
Фотометричні дослідження (також іноді називають «макети»), часто використовуються для імітації освітлення конструкцій під час проєктування (перш ніж їх буде побудовано або відремонтовано). Це дозволяє архітекторам, дизайнерам освітлення, а також інженерам, визначитися, яка кількість світла потрібна, визначити коефіцієнт контрастності між світлими і темними областями. Залежно від типу середовища, може бути застосовано різні конструктивні чинники, для уможливлення безпеки або практичності (такі як: підтримання рівномірного рівня освітленості, уникнення відблисків або виокремлення певних ділянок). Задля цього, часто використовується спеціалізоване програмне забезпечення.

## Методи проєктування

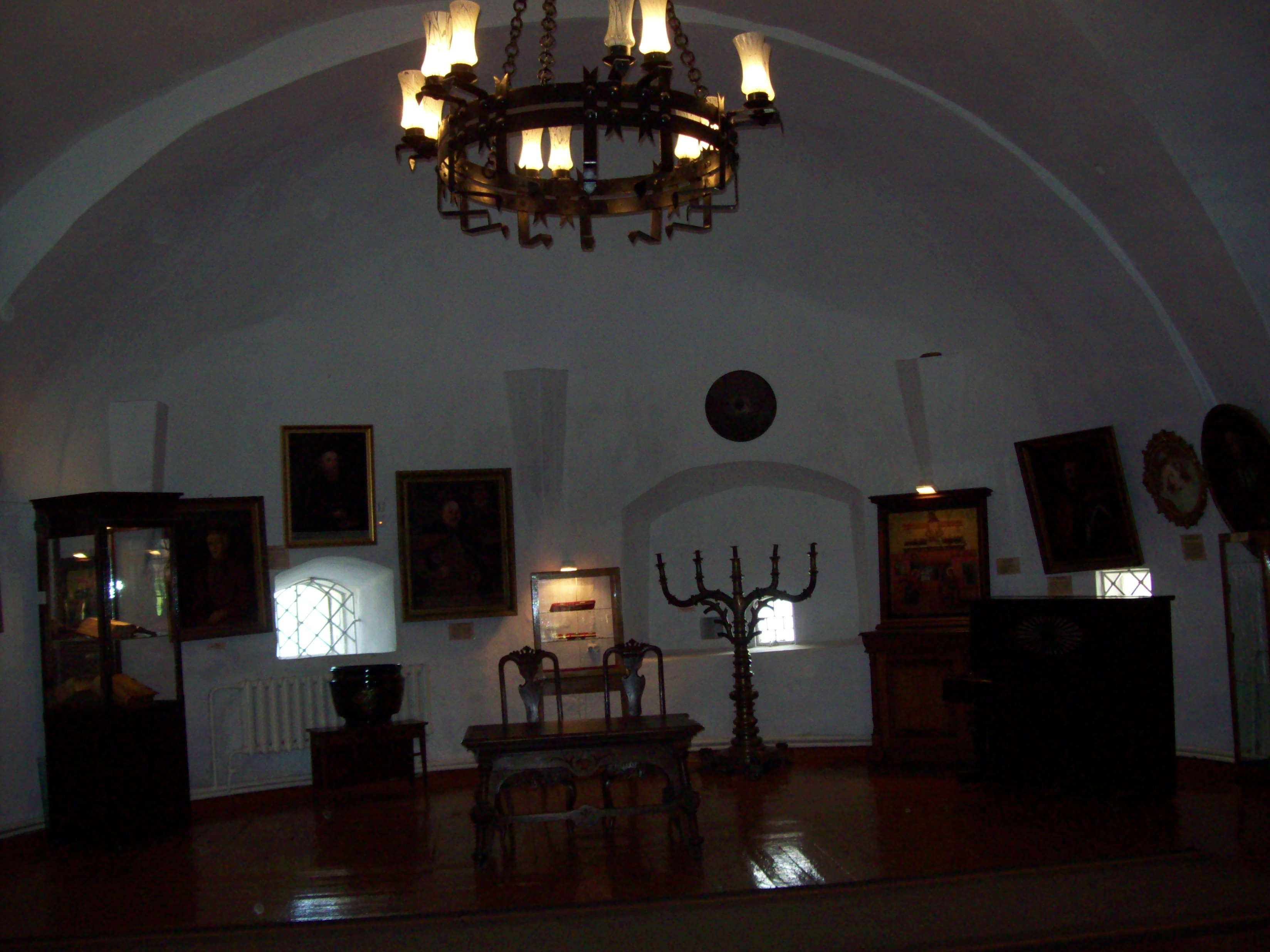
Поєднане природне та штучне освітлення замку, Острог

У простих випадках, для забезпечення прийнятного дизайну освітлення, може бути використано ручні розрахунки на основі табличних даних. Для більш важливих або пристосованих конструкцій, на початку 2000-х років, зазвичай, використовують математичне моделювання на комп'ютері.

На підставі положень і висот розміщення світильників, їх фотометричних характеристик, запропонований макет освітлення, може бути перевірено на однорідність і кількість освітлення. Для розробки більших проєктів освітлення, може бути використано програмне забезпечення. Кожен світильник має своє, введене у програму, місце розташування, також, може бути введено коефіцієнт відбиття стін, стелі та підлоги. Комп'ютерна програма буде проводити підбір контурних графіків, накладати зверху на план проєкту, і показувати очікуваний рівень освітленості на робочій висоті. Більш просунуті програми, можуть містити вплив світла з вікон або вікон у даху, що дозволяє подальше покращення потрібної вартості установки освітлення. Кількість денного світла, отриманого у внутрішньому просторі, як правило, може бути досліджено шляхом проведення розрахунку чинників денного світла.

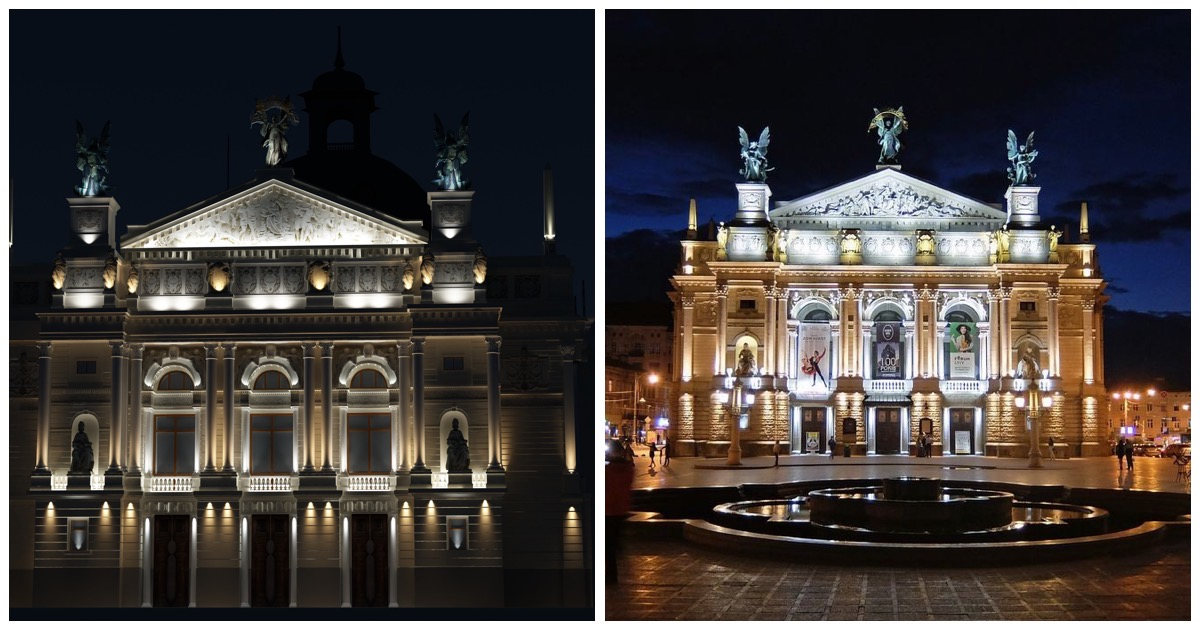
3D візуалізація освітлення Львівського оперного театру від компанії SPECTRSTORE

Комп'ютерне моделювання зовнішнього освітлення, зазвичай, випливає безпосередньо з фотометричних даних. Загальна потужність ламп освітлення, розподіляється на дрібні кутові області. Кожна ділянка поширюється на поверхню, яку повинно бути освітлено, а площа обчислюється, що дає світлову потужність на одиницю площі. Там, де для освітлення тієї-ж ділянки, використовуються кілька ламп, вплив кожної з них, підсумовується. Знову ж-таки, табличні рівні освітленості (у люксах) може бути представлено у вигляді контурних ліній постійної освітленості, накладених на план проєкту малюнку (креслення). Ручні розрахунки можуть знадобитися лише у декількох точках, але комп'ютерні розрахунки, дозволяють більш точно оцінити однорідність і рівень освітлення. 
3D візуалізація освітлення фасаду, де з точністю розставлені ліхтарі, допоможе виконати монтажні роботи без ускладнень та оцінити вигляд споруди ще до впровадження. Проєкт освітлення фасаду розробляється за допомогою програмного забезпечення 3ds MAX. Попередньо проводяться точні заміри об'єкта, створюється макет будівлі.